# Mrzla Vodica
Mrzla Vodica falu Horvátországban, Tengermellék-Hegyvidék megyében. Közigazgatásilag Lokvéhoz tartozik.

## Fekvése
Fiume központjától 20 km-re északkeletre, községközpontjától 7 km-re nyugatra a Hegyvidéken a Lokve-tó nyugati végében fekszik.

## Története
1857-ben 435, 1910-ben 429 lakosa volt. 1920-ig Modrus-Fiume vármegye Delnicei járásához tartozott. 2011-ben a falunak 15 lakosa volt.

## Lakosság
| Lakosság változása | Lakosság változása | Lakosság változása | Lakosság változása | Lakosság változása | Lakosság változása | Lakosság változása | Lakosság változása | Lakosság változása | Lakosság változása | Lakosság változása | Lakosság változása | Lakosság változása | Lakosság változása | Lakosság változása | Lakosság változása |
| ------------------ | ------------------ | ------------------ | ------------------ | ------------------ | ------------------ | ------------------ | ------------------ | ------------------ | ------------------ | ------------------ | ------------------ | ------------------ | ------------------ | ------------------ | ------------------ |
| 1857               | 1869               | 1880               | 1890               | 1900               | 1910               | 1921               | 1931               | 1948               | 1953               | 1961               | 1971               | 1981               | 1991               | 2001               | 2011               |
| 435                | 402                | 423                | 430                | 397                | 429                | 550                | 486                | 379                | 344                | 239                | 107                | 38                 | 16                 | 11                 | 15                 |